# Высшая Крапивна
Вы́сшая Крапи́вна (укр. Ви́ща Кропи́вна) — село на Украине, находится в Немировском районе Винницкой области.
Код КОАТУУ — 0523081601. Население по переписи 2001 года составляет 642 человека. Почтовый индекс — 22867. Телефонный код — 4331.
Занимает площадь 2,808 км².

## Адрес местного совета
22867, Винницкая область, Немировский р-н, с. Высшая Крапивна